# Fronte Unito Rivoluzionario
Il Fronte Unito Rivoluzionario (in lingua inglese: Revolutionary United Front - RUF) fu un esercito ribelle che dal 1991 al 2002 combatté una guerra civile nel tentativo di prendere il potere in Sierra Leone.
Il RUF era piuttosto insolito nel fatto che non aveva una vera ideologia al di fuori del malcontento e l'opposizione al governo della Sierra Leone.

## Ideologia
Quando sorse, esso propose lo slogan "Non più schiavi, non più padroni. Potere e prosperità al popolo". Mentre il suo scopo era chiaramente quello di abbattere il governo della Sierra Leone, il RUF diede poche indicazioni di che sorta di governo volesse instaurare al suo posto. Il gruppo non sostenne il marxismo o altre ideologie di sinistra, e non sostenne nemmeno il nazionalismo estremo o il fascismo. Non rivendicò neanche di essere una forza combattente per un certo gruppo etnico. Ad un certo punto, durante i negoziati di pace nel 1995 il RUF pubblicò un pamphlet intitolato "Il sentiero per la democrazia: verso una nuova Sierra Leone" che contiene qualche retorico riferimento alla giustizia sociale e al panafricanismo.
Il RUF fu creato da Foday Sankoh da un retroterra Temne e Lokko, e da due allievi Abu Kanu e Rashid Mansaray, con sostanziale assistenza da Charles Taylor. All'inizio, il RUF fu popolare fra i sierraleonensi poiché molti di loro risentivano della corruzione dell'élite di Freetown e credettero alle promesse di scolarizzazione gratuita, di cura della salute e di condivisione egualitaria dei ricavi dai diamanti.
Tuttavia il RUF sviluppò una fama internazionale per le enormi crudeltà durante la sua lotta per il potere.

## Riferimenti culturali
Le crudeltà del RUF sono state ritratte nei film Blood Diamond - Diamanti di sangue del 2006, e Johnny Mad Dog del 2006.
Nel Documentario La vita non perde valore (Titolo, in inglese, Life does not lose its value), Bluindaco Productions 2012, la testimonianza - dieci anni dopo la fine della guerra civile in Sierra Leone - di ex bambini soldato, rimasti per anni vittime del Revolutionary United Front (RUF) - e il recupero individuale, familiare e sociale operato su di loro da parte del missionario saveriano Padre Giuseppe Berton.